# Kilaån-Vretaån
Kilaån-Vretaån este o arie protejată (arie specială de conservare — SAC, sit de importanță comunitară — SCI) din Suedia întinsă pe o suprafață de 137,8 ha, integral pe uscat.

## Localizare
Centrul sitului Kilaån-Vretaån este situat la coordonatele 58°44′29″N 16°36′43″E / 58.7413°N 16.612°E.

## Înființare
Situl Kilaån-Vretaån a fost declarat sit de importanță comunitară în iulie 2000 pentru a proteja 1 specie de plante și 5 specii de animale. Situl a fost protejat și ca arie specială de conservare în martie 2011.

## Biodiversitate
Situată în ecoregiunea boreală, aria protejată conține 4 habitate naturale: Taiga vestică, Păduri caducifoliate de mlaștină fino-scandinave, Râuri naturale fino-scandinave, Cursuri de apă de la nivel de câmpie la nivel montan, cu vegetație Ranunculion fluitantis și Callitricho-Batrachion.
La baza desemnării sitului se află mai multe specii protejate:
- plante (1): Buxbaumia viridis
- mamifere (1): vidră de râu (Lutra lutra)
- nevertebrate (2): Margaritifera margaritifera, Unio crassus
- pești (2): zvârluga (Cobitis taenia), zglăvoacă (Cottus gobio)